# Acraea nataliensis
Acraea nataliensis är en fjärilsart som beskrevs av George French Angas 1849. Acraea nataliensis ingår i släktet Acraea och familjen praktfjärilar. Inga underarter finns listade i Catalogue of Life.